# Uccelli dell'Islanda

## A

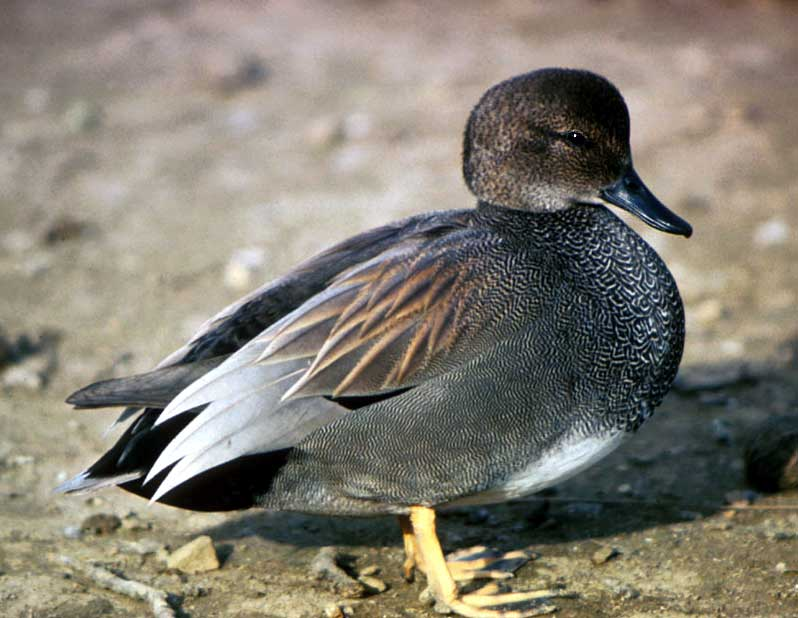
Canapiglia maschio (Anas strepera)

| Nome scientifico     | Nome comune         | Presenza                                    |
| -------------------- | ------------------- | ------------------------------------------- |
| Aythya ferina        | Moriglione          | nidificante migratore accidentale           |
| Aythya fuligula      | Moretta             | Nidificante migratore/stanziale accidentale |
| Aythya marila        | Moretta grigia      | Nidificante migratore/stanziale accidentale |
| Alca torda           | Gazza marina        | nidificante migratore                       |
| Alle alle            | Gazza marina minore | Svernante                                   |
| Anas acuta           | Codone              | nidificante stanziale                       |
| Anas americana       | Fischione americano | accidentale                                 |
| Anas clypeata        | Mestolone           | nidificante migratore                       |
| Anas crecca          | Alzavola            | nidificante-migratore/svernante accidentale |
| Anas penelope        | Fischione           | nidificante stanziale                       |
| Anas platyrhynchos   | Germano reale       | nidificante stanziale                       |
| Anas strepera        | Canapiglia          | nidificante stanziale                       |
| Anser albifrons      | Oca lombardella     | di passo                                    |
| Anser anser          | Oca selvatica       | nidificante-migratore                       |
| Anser brachyrhynchus | Oca zamperosee      | nidificante-di passo                        |
| Anser caerulescens   | Oca delle nevi      | accidentale                                 |
| Anthus pratensis     | Pispola             | nidificante migratore                       |
| Apus apus            | Rondone             | nidificante migratore accidentale           |
| Ardea cinerea        | Airone cenerino     | svernante accidentale                       |
| Ardenna grisea       | Berta grigia        | di passo migratorio                         |
| Arenaria interpres   | Voltapietra         | di passo migratore / svernante accidentale  |
| Asio flammeus        | Gufo di palude      | Nidificante migratore/svernante accidentale |
| Asio otus            | Gufo comune         | svernante                                   |

## B
| Nome scientifico    | Nome comune           | Presenza              |
| ------------------- | --------------------- | --------------------- |
| Bombycilla garrulus | Beccofrusone          | accidentale           |
| Branta bernicla     | Oca colombaccio       | di passo              |
| Branta canadensis   | Oca del Canadà        | di passo              |
| Branta leucopsis    | Oca facciabianca      | nidificante-di passo  |
| Bubo scandiacus     | Civetta delle nevi    | accidentale           |
| Bucephala clangula  | Quattrocchi           | visitatrice invernale |
| Bucephala islandica | Quattrocchi d'Islanda | nidificante stanziale |

## C

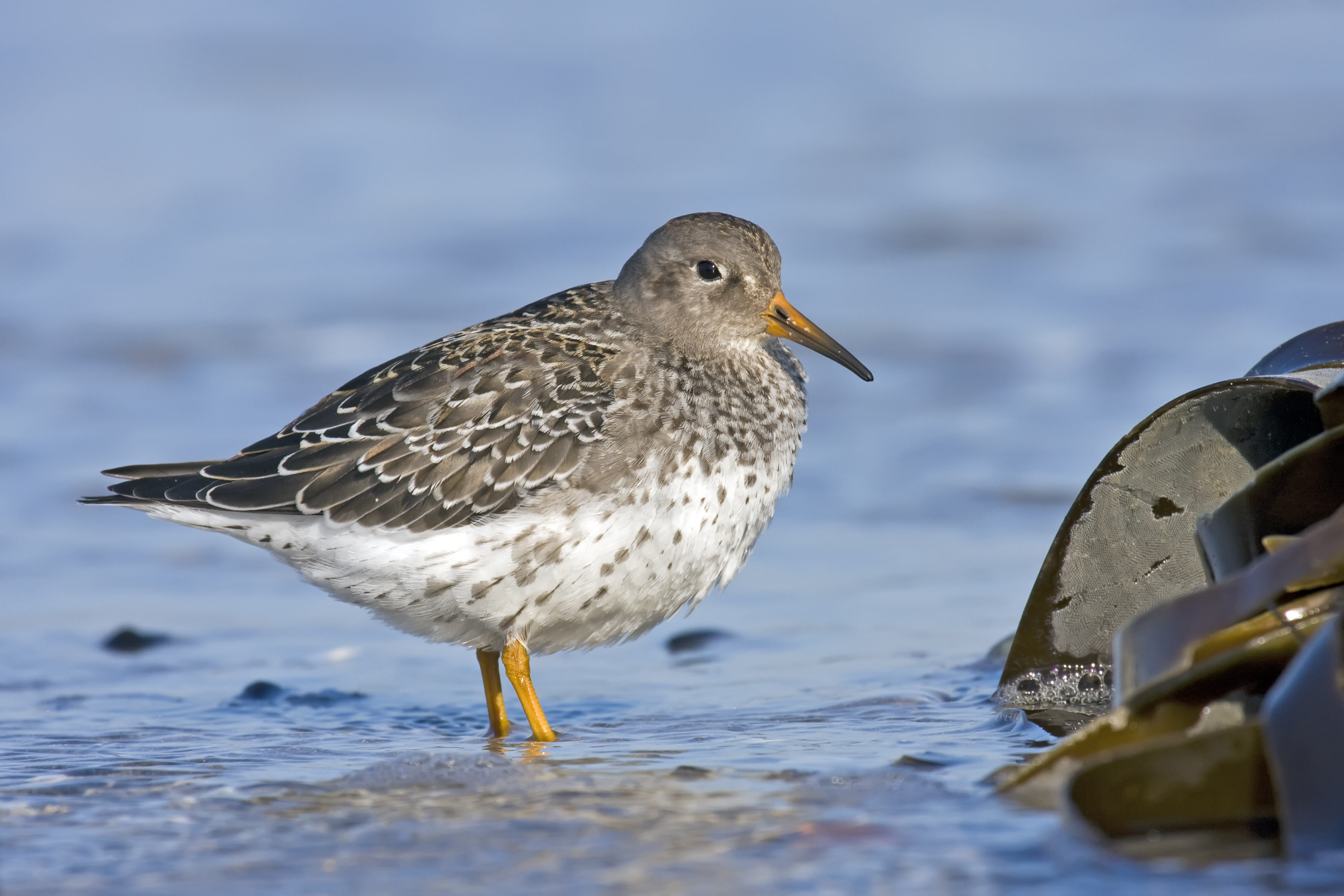
Piovanello violetto (Calindris maritima)

| Nome scientifico           | Nome comune           | Presenza                                              |
| -------------------------- | --------------------- | ----------------------------------------------------- |
| Calcarius lapponicus       | Zigolo di Lapponia    | accidentale                                           |
| Calidris alba              | Piovanello tridattilo | di passo migratorio                                   |
| Calidris alpina            | Piovanello pancianera | nidificante migratorio                                |
| Calidris canutus           | Piovanello maggiore   | di passo migratorio, visitatore estivo                |
| Calidris maritima          | Piovanello violetto   | nidificante stanziale                                 |
| Carduelis spinus           | Lucherino             | di passo migratorio/nidificante migratore accidentale |
| Carduelis flammea          | Organetto             | nidificante migratore/stanziale accidentale           |
| Cepphus grylle             | Uria nera             | nidificante stanziale                                 |
| Charadrius hiaticula       | Corriere grosso       | nidificante migratore                                 |
| Chroicocephalus ridibundus | Gabbiano comune       | nidificante migratore/svernante accidentale           |
| Clangula hyemalis          | Moretta codona        | nidificante stanziale                                 |
| Coloeus monedula           | Taccola               | di passo migratorio                                   |
| Columba livia              | Piccione selvatico    | nidificante stanziale                                 |
| Columba palumbus           | Colombaccio           | visitatore estivo                                     |
| Corvus corax               | Corvo imperiale       | nidificante stanziale                                 |
| Corvus frugilegus          | Corvo                 | di passo migratorio autunnale                         |
| Cygnus cygnus              | Cigno selvatico       | nidificante-migratore/stanziale                       |

## D
| Nome scientifico | Nome comune  | Presenza                          |
| ---------------- | ------------ | --------------------------------- |
| Delichon urbica  | Balestruccio | nidificante migratore accidentale |

## E
| Nome scientifico   | Nome comune | Presenza            |
| ------------------ | ----------- | ------------------- |
| Erithacus rubecula | Pettirosso  | di passo migratorio |

## F
| Nome scientifico         | Nome comune        | Presenza                          |
| ------------------------ | ------------------ | --------------------------------- |
| Falco colombarius        | Smeriglio          | nidificante stanziale             |
| Falco rusticolus         | Girfalco           | nidificante stanziale             |
| Fratercula arctica       | Pulcinella di mare | nidificante migratore             |
| Fringilla coelebs        | Fringuello         | nidificante migratore accidentale |
| Fringilla montifringilla | Peppola            | nidificante migratore accidentale |
| Fulica atra              | Folaga             | accidentale                       |
| Fulmarus glacialis       | Fulmaro            | nidifante, migratore              |

## G
| Nome scientifico    | Nome comune       | Presenza                                      |
| ------------------- | ----------------- | --------------------------------------------- |
| Gallinago gallinago | Beccaccino        | nidificante migratore/stanziale (accidentale) |
| Gavia stellata      | Strolaga minore   | nidificante                                   |
| Gavia immer         | Strolaga maggiore | nidificante                                   |

## H

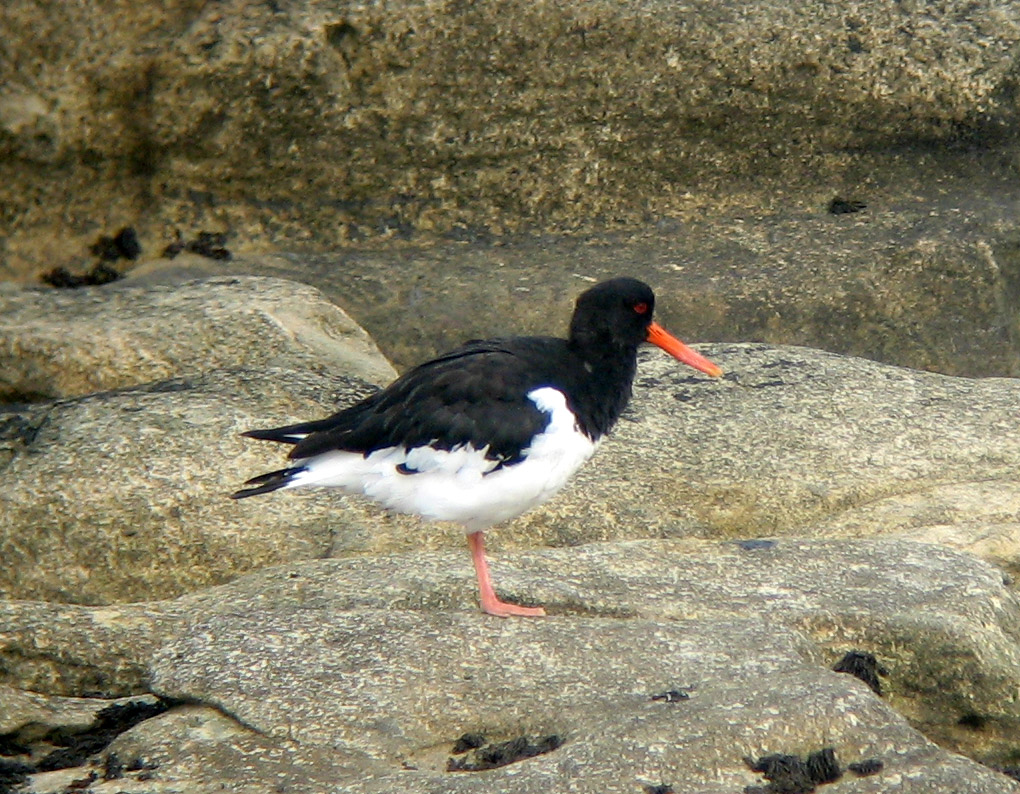
Beccaccia di mare (Haematopus ostralegus)

| Nome scientifico          | Nome comune            | Presenza                          |
| ------------------------- | ---------------------- | --------------------------------- |
| Haematopus ostralegus     | Beccaccia di mare      | nidificante stanziale             |
| Haliaeetus albicilla      | Aquila di mare         | nidificante stanziale             |
| Hirundo rustica           | Rondine                | nidificante migratore accidentale |
| Histrionicus histrionicus | Moretta arlecchino     | nidificante stanziale             |
| Histrionicus histrionicus | Moretta arlecchino     | nidificante stanziale             |
| Hydrobates pelagicus      | Uccello delle tempeste | nidificante-di passo              |
| Hydrocoloeus minutus      | Gabbianello            | visitatore annuale                |

## L
| Nome scientifico     | Nome comune        | Presenza                                       |
| -------------------- | ------------------ | ---------------------------------------------- |
| Lagopus mutus        | Pernice bianca     | nidificante stanziale                          |
| Larus argentatus     | Gabbiano reale     | nidificante stanziale                          |
| Larus canus          | Gavina             | nidificante migratore/svernante accidentale    |
| Larus fuscus         | Zafferano          | nidificante migratore                          |
| Larus glaucoides     | Gabbiano d'Islanda | visitatore invernale (accidentalmente annuale) |
| Larus hyperboreus    | Gabbiano glauco    | nidificante stanziale                          |
| Larus marinus        | Mugnaiaccio        | nidificante stanziale                          |
| Limosa lapponica     | Pittima minore     | visitatore invernale                           |
| Limosa limosa        | Pittima reale      | nidificante migratorio/stanziale accidentale   |
| Loxia curvirostra    | Crociere           | accidentale                                    |
| Lymnocryptes minimus | Frullino           | visitatore invernale accidentale               |

## M
| Nome scientifico | Nome comune      | Presenza              |
| ---------------- | ---------------- | --------------------- |
| Melanitta nigra  | Orchetto marino  | nidificante migratore |
| Mergus merganser | Smergo maggiore  | nidificante stanziale |
| Mergus serrator  | Smergo minore    | nidificante stanziale |
| Motacilla alba   | Ballerina bianca | nidificante migratore |

## N
| Nome scientifico  | Nome comune     | Presenza                         |
| ----------------- | --------------- | -------------------------------- |
| Nyctea scandiaca  | Gufo delle nevi | stanziale ma raro                |
| Numenius arquata  | Chiurlo         | visitatore invernale accidentale |
| Numenius phaeopus | Chiurlo piccolo | nidificante migratore            |

## O
| Nome scientifico      | Nome comune                        | Presenza              |
| --------------------- | ---------------------------------- | --------------------- |
| Oceanodroma leucorhoa | Uccello delle tempeste codaforcuta | nidificante-di passo  |
| Oenanthe oenanthe     | Culbianco                          | nidificante migratore |

## P

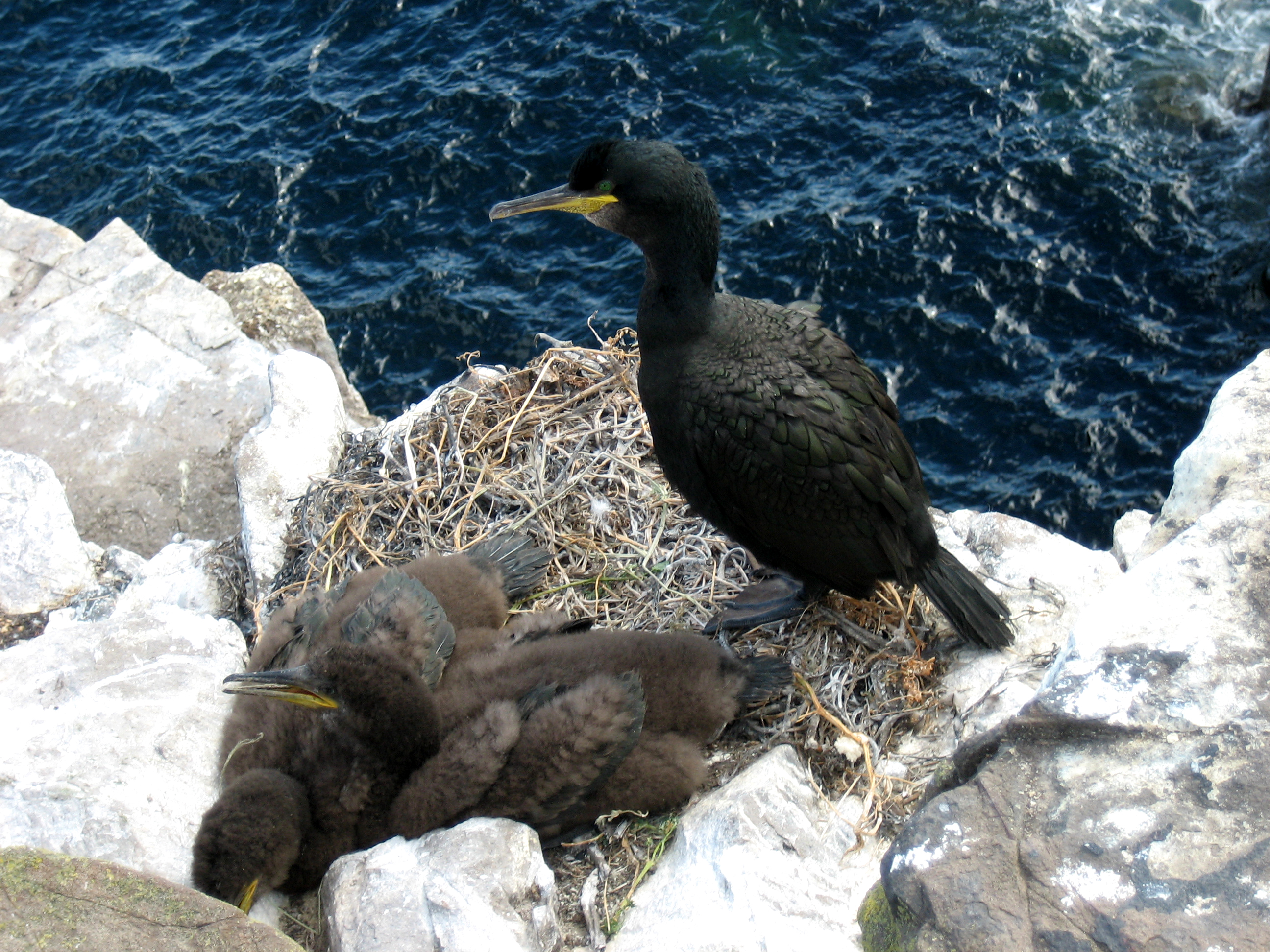
Marangone dal ciuffo (Phalacrocorax aristotelis)

| Nome scientifico          | Nome comune           | Presenza                                           |
| ------------------------- | --------------------- | -------------------------------------------------- |
| Pagophila eburnea         | Gabbiano d'avorio     | visitatore invernale                               |
| Passer domesticus         | Passera oltremontana  | nidificante migratorio/stanziale in alcune regioni |
| Phalacrocorax carbo       | Cormorano             | nidificante-stanziale                              |
| Phalacrocorax aristotelis | Marangone dal ciuffo  | stanziale                                          |
| Phalaropus fulicarius     | Falaropo beccolargo   |                                                    |
| Phalaropus lobatus        | Falaropo beccosottile | nidificante accidentale/visitatore estivo          |
| Philomachus pugnax        | Combattente           | visitatore primaverile accidentale                 |
| Phylloscopus collybita    | Luì piccolo           | erratico (autunno)                                 |
| Philloscopus trochilus    | Luì grosso            | erratico (autunno)                                 |
| Plectrophenax nivalis     | Zigolo delle nevi     | nidificante stanziale                              |
| Pluvialis apricaria       | Piviere dorato        | nidificante migratore                              |
| Pluvialis squatarola      | Pivieressa            | visitatore invernale accidentale                   |
| Podiceps auritus          | Svasso cornuto        | nidificante                                        |
| Puffinus puffinus         | Berta minore          | nidificante                                        |

## R
| Nome scientifico | Nome comune         | Presenza                                    |
| ---------------- | ------------------- | ------------------------------------------- |
| Rallus aquaticus | Porciglione         | Accidentale                                 |
| Regulus regulus  | Regolo              | forse nidificante, di passo migratorio      |
| Rissa tridactyla | Gabbiano tridattilo | nidificante migratore/svernante occasionale |

## S

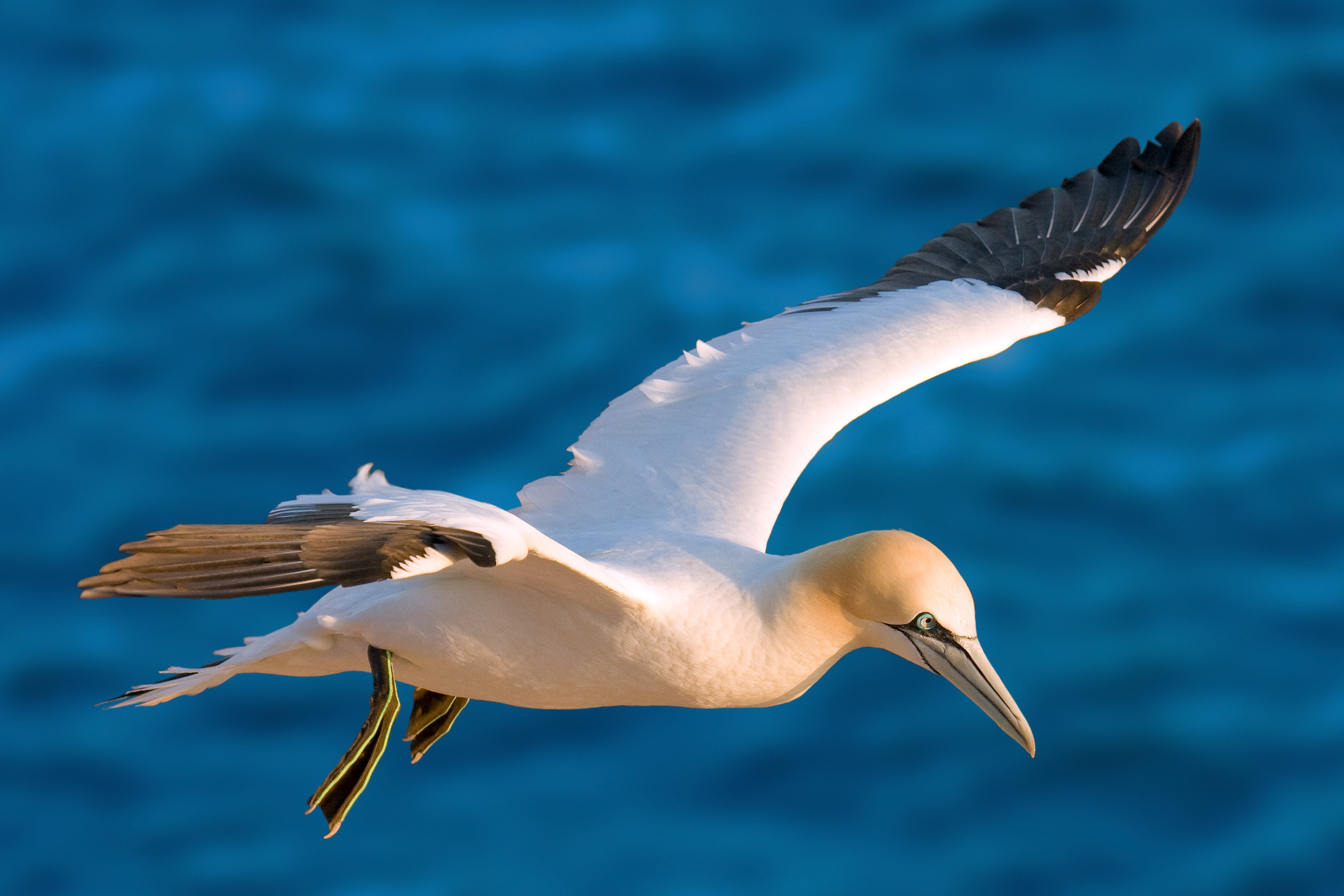
Sula (Sula bassana)

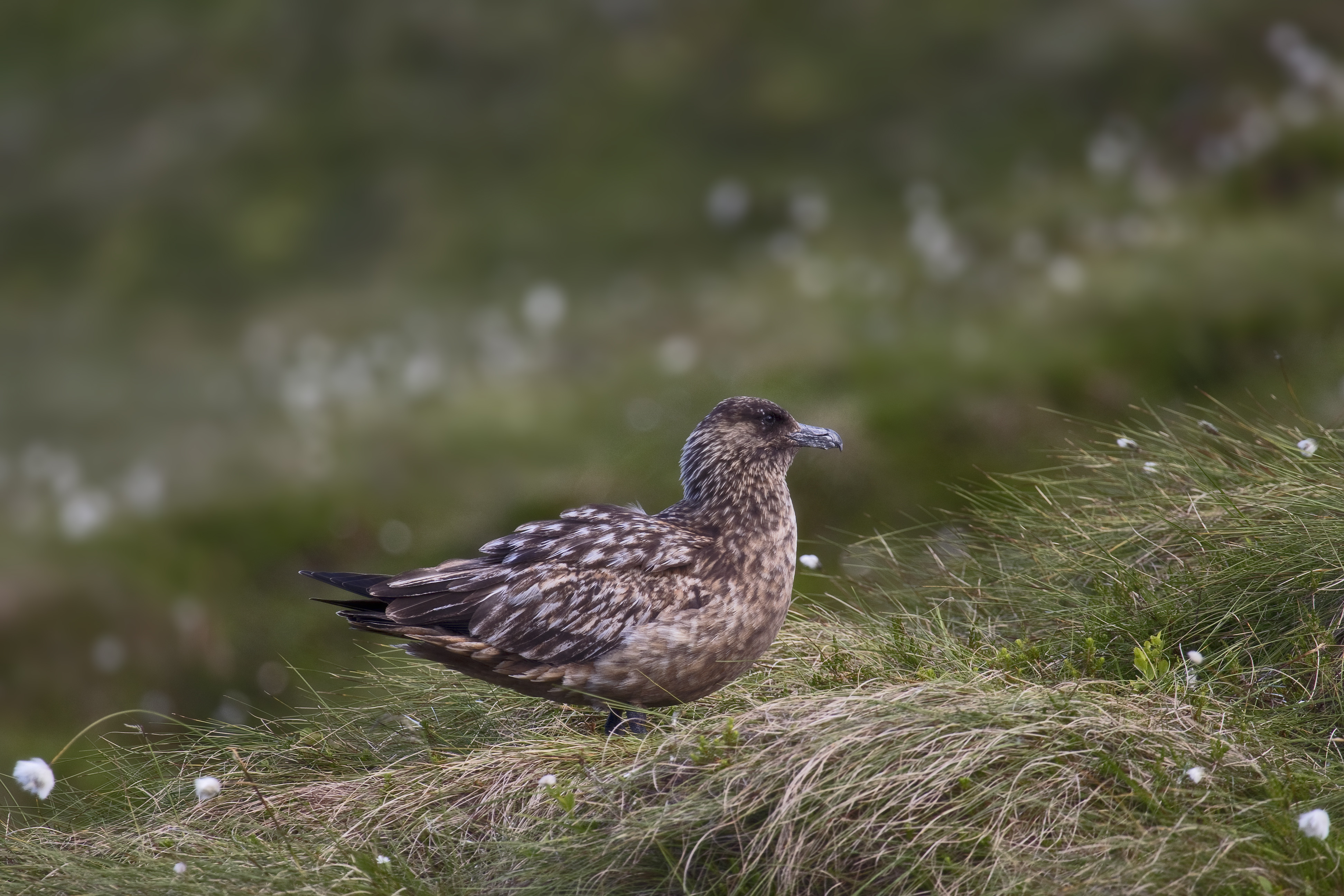
Stercorario maggiore (Stercorarius skua)

| Nome scientifico         | Nome comune                   | Presenza                         |
| ------------------------ | ----------------------------- | -------------------------------- |
| Scolopax rusticola       | Beccaccia                     | visitatore invernale accidentale |
| Somateria mollissima     | Edredone                      | nidificante stanziale            |
| Somateria spectabilis    | Re degli edredoni             | accidentale                      |
| Stercorarius longicaudus | Labbo codalunga               | raro, di passo migratorio        |
| Stercorarius parasiticus | Labbo                         | nidificante migratore            |
| Stercorarius pomarinus   | Stercorario mezzano           | raro, di passo migratorio        |
| Stercorarius skua        | Stercorario maggiore          | nidificante migratore            |
| Sterna paradisaea        | Sterna codalunga              | nidificante migratore            |
| Streptopelia decaocto    | Tortora dal collare orientale | accidentale                      |
| Streptopelia turtur      | Tortora                       | accidentale                      |
| Sturnus vulgaris         | Storno                        | nidificante stanziale            |
| Sylvia atricapilla       | Capinera                      | erratico                         |
| Sylvia borin             | Beccafico                     | erratico                         |
| Sula bassana             | Sula                          | nidificante-di passo             |

## T
| Nome scientifico        | Nome comune     | Presenza                                    |
| ----------------------- | --------------- | ------------------------------------------- |
| Tadorna tadorna         | Volpoca         | nidificante-migratore/stanziale             |
| Tringa totanus          | Pettegola       | nidificante migratore                       |
| Troglodytes troglodytes | Scricciolo      | nidificante stanziale                       |
| Turdus iliacus          | Tordo sassello  | nidificante-migratore/stanziale accidentale |
| Turdus merula           | Merlo           | svernante, occasionalmente nidificante      |
| Turdus philomelus       | Tordo bottaccio | svernante                                   |
| Turdus pilaris          | Cesena          | svernante                                   |

## U

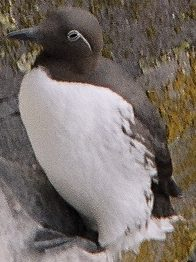
Uria (Uria aalge)

| Nome scientifico | Nome comune      | Presenza              |
| ---------------- | ---------------- | --------------------- |
| Uria aalge       | Uria             | nidificante migratore |
| Uria lomvia      | Uria di Brünnich | nidificante stanziale |

## V
| Nome scientifico  | Nome comune | Presenza                         |
| ----------------- | ----------- | -------------------------------- |
| Vanellus vanellus | Pavoncella  | visitatore invernale accidentale |